# Partido de la Sierra en Tobalina
Partido de la Sierra en Tobalina település Spanyolországban, Burgos tartományban. Partido de la Sierra en Tobalina Frías, Valle de Tobalina, Pancorbo, Miraveche és Oña községekkel határos. Lakosainak száma 81 fő (2024).

## Népesség
A település népessége az utóbbi években az alábbiak szerint változott:
| Lakosok száma | 71   | 68   | 81   | 85   | 93   | 86   | 90   | 86   | 84   | 81   |
|               | 2001 | 2004 | 2006 | 2009 | 2011 | 2014 | 2016 | 2019 | 2021 | 2024 |